# 中国の音楽
当記事では中国の音楽について総合的に解説する。

## 歴史
中国考古学においては、新石器時代の骨笛や塤が発見されている。また、唐代の胡琴から近代の蕭友梅・賀緑汀らの西洋音楽まで、中国音楽は外来音楽の影響も受けて発展してきた。
儒家の礼楽制度において、秩序ある音楽は社会秩序をもたらすとされ、音楽と人の心・情緒との関係が重視された。儒家書の『詩経』大序、『礼記』楽記篇、『荀子』楽論篇、『史記』楽書などには、音楽に人間性を教化・啓発させる作用があるという思想が記述されている。儒家経典には『楽経』もあったが現存しない。
古代中国に詩と歌の区別はなく、文学と音楽は互いに密接に結び付いていた。中国現存最古の詩歌集『詩経』は、かつては全ての詩に歌の節が付けられ、口頭で歌い継がれており、その伝統はずっと継続していた。漢代の公式詩歌集である「漢楽府」、唐詩、宋詞も、当時は全て歌うことが出来た。現代でも、蘇軾が中秋節を描写した「水調歌頭」などの古詩に曲を付けて歌う音楽家がいる。

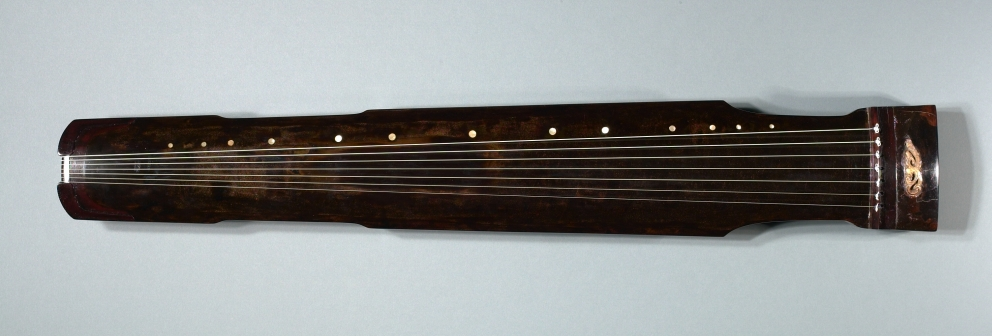
瑶琴、今で言う古琴

歴代の王朝政府には皆、祭祀や宴席などで用いられる音楽に専従する部門があった。貴族を愉しませた楽人（伶人）の名は記載されないことが多く、唐代の著名な歌手である李亀年も唐詩の中にしか出て来ない。中国古代の士大夫がする琴棋書画の「琴」は、古琴を指す。古琴音楽はよく士大夫の間で嗜まれ、その研究は琴学を形成した。明清の両代には多くの琴譜と琴書が出版され、文献資料が非常に豊富となり、また多くの琴の流派が形成された。
音階（律呂）の研究も中国数学の影響のもと古くからあり、例えば『史記』律書、蔡元定『律呂新書』、朱載堉『楽律全書』などで扱われた。中国の伝統音楽は五音音階の体系に属し、五つの階名は「五声」、それぞれ宮、商、 角、 徴、 羽と呼ばれる。

## 地域ごとの音楽
中国は広く、地域ごとに個性豊かな音楽がある。

## 関連書籍
- 川原秀城編『中国の音楽文化 三千年の歴史と理論』勉誠出版、2016年。ISBN 978-4585226673